# Coxicerberus minutus
Coxicerberus minutus is een pissebed uit de familie Microcerberidae. De wetenschappelijke naam van de soort is voor het eerst geldig gepubliceerd in 1973 door Coineau & Botosaneanu.